# Lonchura bicolor
La nonnetta bicolore (Lonchura bicolor Fraser, 1843) è un uccello passeriforme appartenente alla famiglia degli Estrildidi.

## Tassonomia
Se ne riconoscono attualmente 3 sottospecie:
- Lonchura bicolor bicolor, la sottospecie nominale, diffusa nella porzione centro-meridionale del golfo di Guinea (dal Camerun meridionale alla Guinea-Bissau;
- Lonchura bicolor poensis Fraser, 1843, nota anche come "nonnetta dorso nero", tipica dell'isola di Fernando Pòo ma diffusa anche dal Camerun all'Etiopia e caratterizzata dalla presenza di un disegno a scacchi sulle remiganti;
- Lonchura bicolor woltersi Schouteden, 1956, diffusa in Congo meridionale e Zambia settentrionale;

Una quarta sottospecie, L. bicolor nigriceps è stata recentemente elevata al rango di specie a sé stante, col nome di Lonchura nigriceps.
Il nome scientifico della specie deriva dall'unione delle parole latine bi- (prefisso per "due") e color ("colore"), in riferimento alla livrea di questi uccelli, in cui predominano i toni del bianco e del nero.

## Distribuzione edhabitat

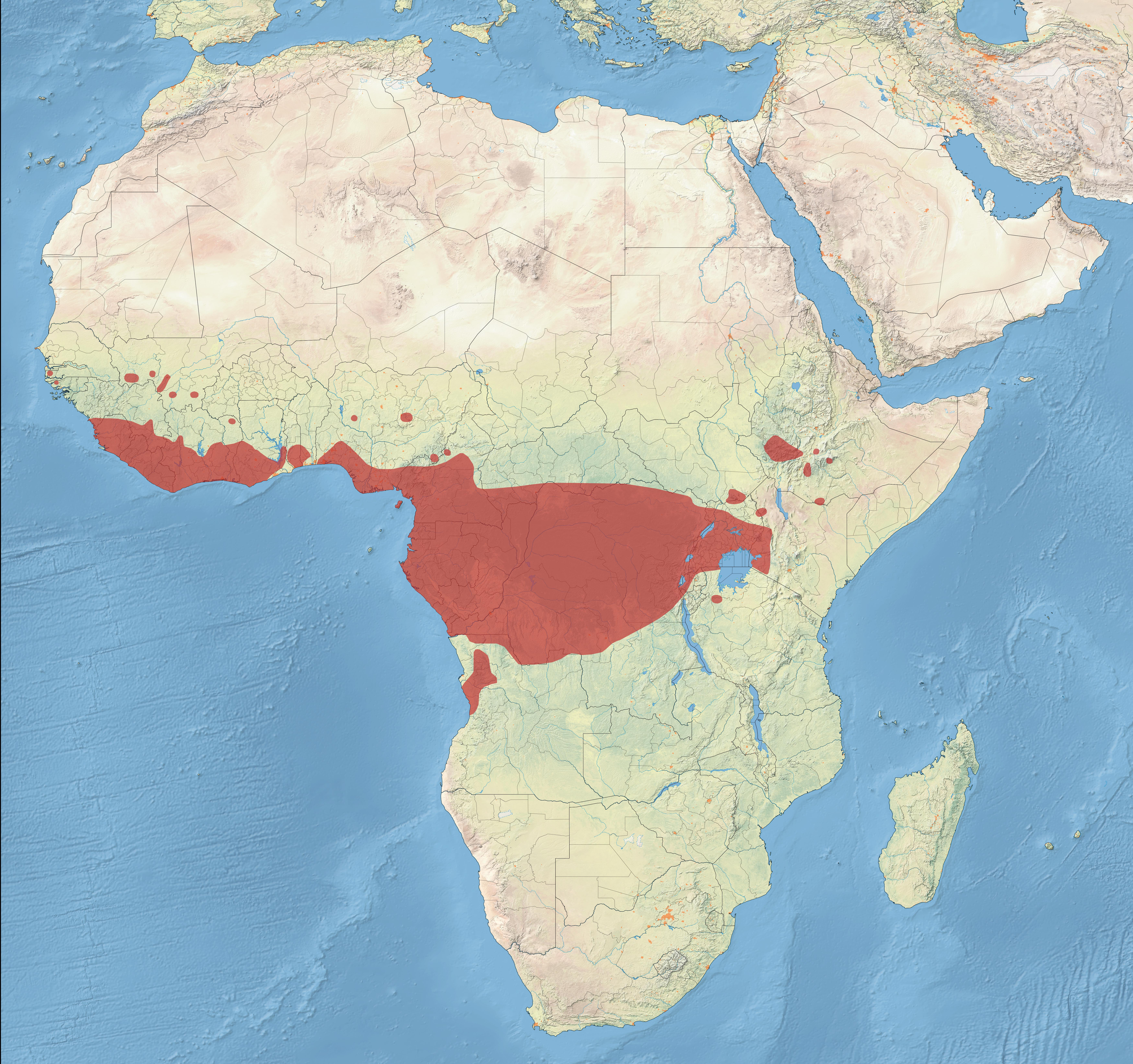
Areale della nonnetta bicolore.

Questa specie occupa un areale piuttosto vasto che comprende buona parte dell'Africa subsahariana, andando dal Senegal meridionale lungo tutta la fascia costiera dell'Africa occidentale fino all'Angola settentrionale, e ad est attraverso il Congo, l'Uganda ed il Sudan meridionale fino all'Etiopia sud-occidentale e al Kenya occidentale.
La nonnetta bicolore è un uccello piuttosto adattabile, che predilige la savana e le aree erbose secche ma colonizza senza problemi anche le radure nella foresta, le aree cespugliose ed erbose ai margini dei corsi d'acqua, spingendosi inoltre nei centri abitati, eleggendo a propria dimora anche le piantagioni, i giardini ed i cortili delle abitazioni. Sebbene prediliga le aree pianeggianti al livello del mare, questo uccello è osservabile fino a 2000 m di quota.

## Descrizione

### Dimensioni
Misura circa 9–11 cm di lunghezza, coda compresa, per un peso che sfiora i 10 grammi.

### Aspetto

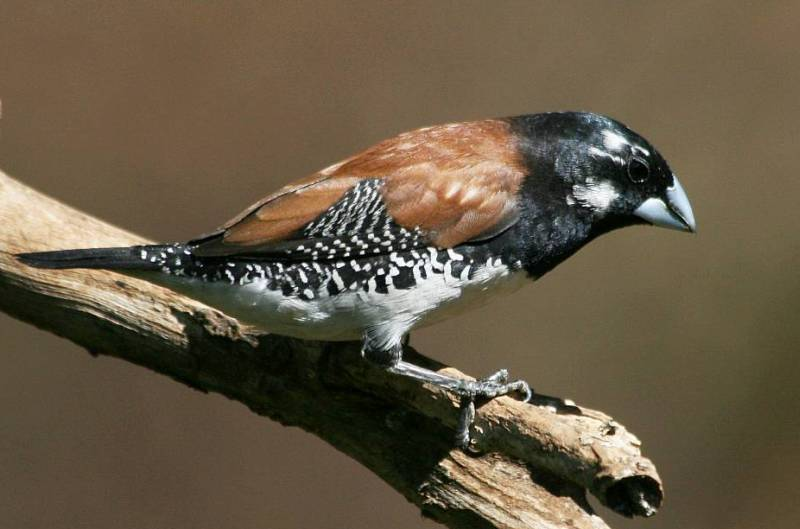
Esemplare di nonnetta bicolore con leucismo parziale (macchie bianche sulla testa).

Si tratta di un uccelletto dall'aspetto massiccio, caratterizzato da un forte becco tozzo e conico.

Come intuibile sia dal nome comune che da quello scientifico, il piumaggio della nonnetta bicolore è caratterizzato dal contrasto fra il nero lucido di testa, dorso, petto e coda ed il bianco di ventre e sottocoda; su fianchi, codione e copritrici primarie e terziarie è presente un curioso disegno variegato di bianco e nero, mentre le ali sono di colore bruno. Il becco è di colore grigio plumbeo, gli occhi sono di colore bruno scuro, le zampe sono carnicino-nerastre.

## Biologia
Si tratta di uccelli diurni e gregari, che si riuniscono in stormi anche piuttosto consistenti (oltre i 40 individui), spesso insieme alle altre specie di nonnetta, becco d'argento e di uccelli tessitori: gli stormi passano la maggior parte della giornata al suolo, per poi rifugiarsi fra gli alberi durante la notte.

### Alimentazione

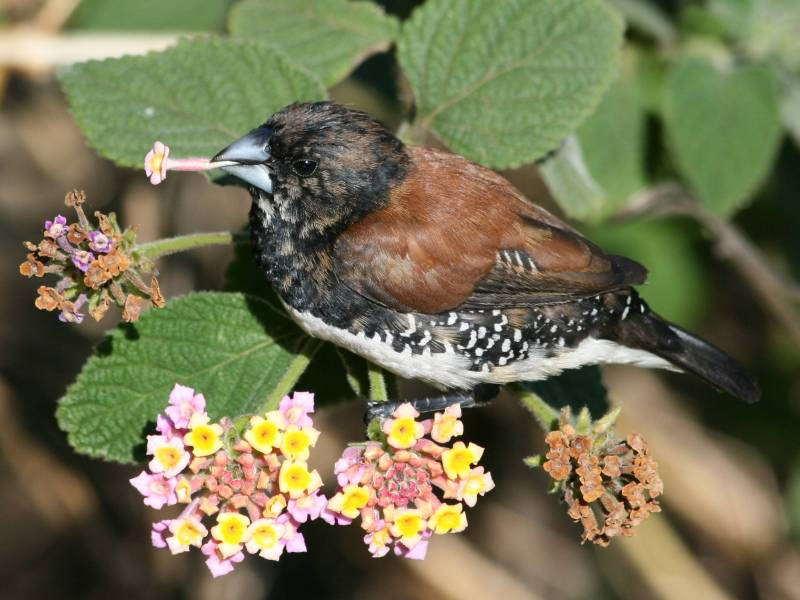
Un giovane preleva un fiore di Lantana per nutrirsi del nettare.

La dieta della nonnetta bicolore è essenzialmente granivora: grazie al forte becco questi uccelli sono infatti in grado di una grande varietà di piccoli semi di graminacee, cereali e bambù, integrando poi la propria dieta anche con frutta (soprattutto la polpa della palma da olio), bacche e germogli: questi uccelli sono stati inoltre osservati mentre si nutrivano di alghe. Rispetto alle munie asiatiche, la dieta della nonnetta bicolore comprende anche una percentuale piuttosto consistente di cibo di origine animale, principalmente piccoli insetti volanti; 

### Riproduzione
La stagione riproduttiva inizia con la fine di quella delle piogge, pertanto il periodo riproduttivo di questi uccelli è piuttosto variabile e virtualmente esteso a tutto l'anno in caso di condizioni climatiche favorevoli: in generale le popolazioni orientali di questa specie si riproducono fra aprile ed agosto, quelle occidentali da settembre a dicembre. Il nido, di forma sferica, viene costruito da ambedue i sessi utilizzando lanugine, paglia, steli d'erba e fibre di cocco: esso viene ubicato piuttosto in alto sui rami degli alberi (2-8 metri d'altezza), e nascosto nel folto del fogliame. La femmina vi depone da 3-4 uova bianche, che verranno covate da entrambi i partner per 11-13 giorni: i nidiacei, ciechi ed implumi alla schiusa, vengono accuditi da ambedue i genitori e lasciano il nido attorno alla terza settimana di vita, tuttavia per almeno altre due settimane tendono a restare vicini ai genitori, assieme ai quali passano la notte nel nido ed ai quali continuano a chiedere inoltre sporadicamente l'imbeccata.